# Ночной смотр (Глинка)
«Ночной смотр» — романс М. И. Глинки для голоса и фортепиано на стихотворение Й. К. фон Цедлица в переводе В. А. Жуковского. Написан в 1836 году; близок к жанру баллады.

## История

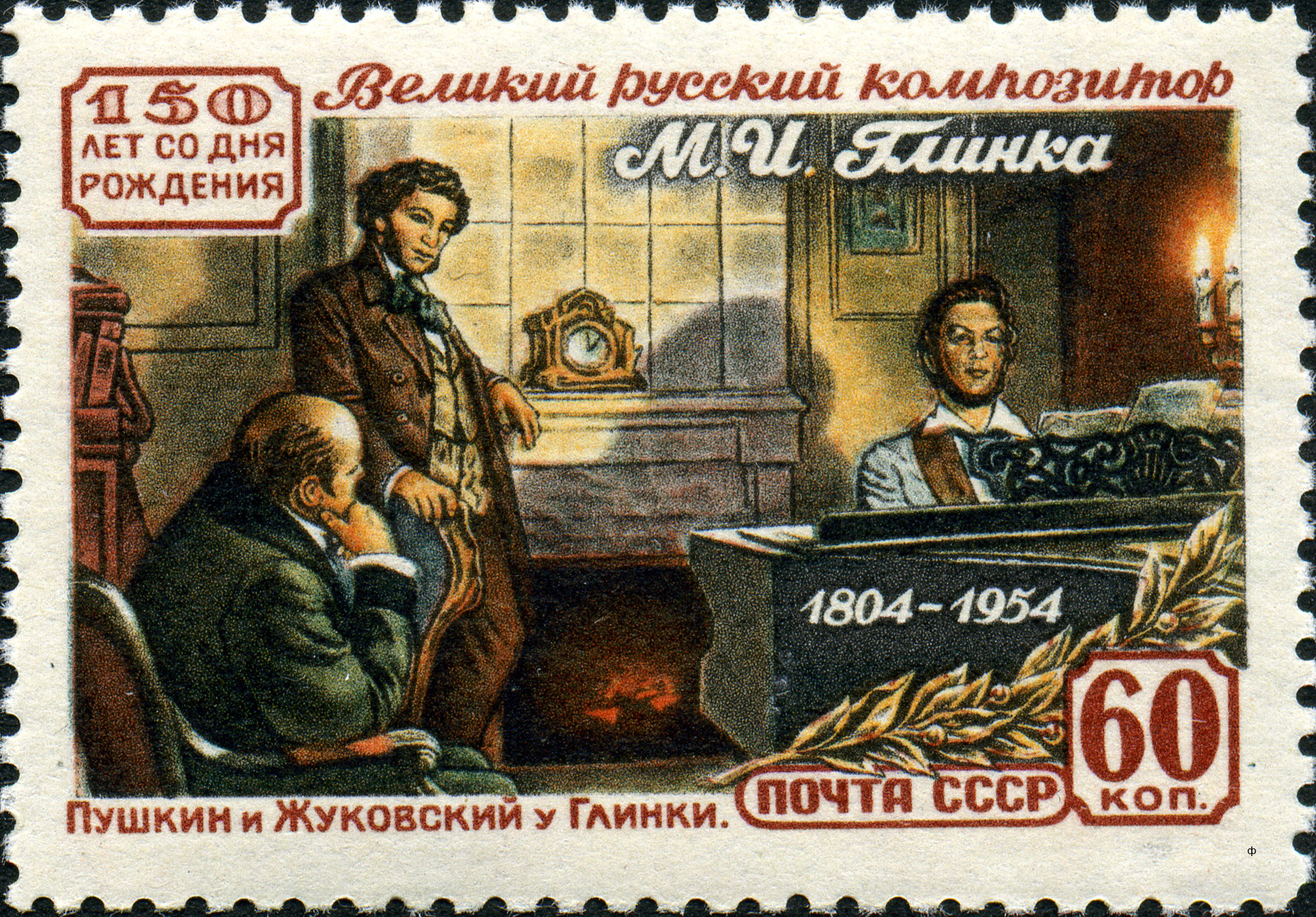
В. Е. Артамонов. Пушкин и Жуковский у Глинки. 1953. Почтовая марка СССР (1954)

В своих «Записках» (завершённых в 1855 году) Глинка вспоминал: «Я также часто видался с Жуковским и Пушкиным. Жуковский в конце зимы с 1836 на 1837 год дал мне однажды фантазию „Ночной смотр“, только что им написанную. К вечеру она уже была готова, и я пел её у себя в присутствии Жуковского и Пушкина».
Впоследствии Глинка дважды инструментовал романс: в 1830-х годах для концерта О. А. Петрова и в 1855 году для концерта Д. М. Леоновой. Автограф не сохранился; впервые романс был опубликован фирмой «Одеон» и позднее переиздан Ф. Т. Стелловским.

## Общая характеристика
В двенадцать часов по ночам

Из гроба встаёт барабанщик;

И ходит он взад и вперёд,

И бьёт он проворно тревогу.

И в тёмных гробах барабан

Могучую будит пехоту:

Встают молодцы егеря,

Встают старики гренадеры,

Встают из-под русских снегов,

С роскошных полей италийских,

Встают с африканских степей,

С горючих песков Палестины.

В двенадцать часов по ночам,

В двенадцать часов по ночам.
«Романс-фантазия» Глинки написан на стихотворение Й. К. фон Цедлица «Die nächtliche Heerschau» в вольном переводе В. П. Жуковского. Его форма и стилистика во многом близки романтической балладе. Тем не менее Глинка избегает типичной для этого жанра свободной структуры с чередованием контрастных эпизодов и, напротив, стремится к единству и цельности композиции. «Ночной смотр» написан в вариационно-куплетной форме; на всём его протяжении повторяется образ-рефрен «В двенадцать часов по ночам». Примечательно, что в вокальной партии отсутствует характерная для Глинки распевность: её мелодический материал построен исключительно на речитативе. Выдержанная в маршевом ритме баллада в полной мере соответствует образности положенного в её основу текста. М. А. Овчинников отмечает, что у Жуковского облик Наполеона окутан романтической дымкой — и Глинка в своей музыке «нигде не развенчивает героя, не ставит под сомнение его воинскую доблесть». Цезарь Кюи в своей работе «Русский романс: Очерк его развития» (1896) писал о «Ночном смотре», что его музыка так усиливает значение текста и так действует на воображение, что «перед глазами слушателя мелькает загробный образ великого императора, его маршалов, его дружин».
О. Е. Левашёва, отмечая, что Глинка создал в «Ночном смотре» «единственный в своём роде образец чисто речитативного, декламационного стиля», указывает на роль этого произведения в дальнейшем развитии русской вокальной музыки. В частности, несомненно его влияние на Даргомыжского, также создававшего драматические романсы декламационного склада.

## Исполнители
В числе исполнителей романса в разные годы были Ф. И. Шаляпин, Л. М. Сибиряков, Л. М. Харитонов, А. Ф. Ведерников, П. С. Глубокий, Б. Р. Гмыря, В. И. Касторский, Е. Е. Нестеренко, И. С. Паторжинский, А. С. Пирогов, М. О. Рейзен, П. Г. Лисициан, Н. Гяуров, Б. Христов, М. И. Литвиненко-Вольгемут и др.

## Комментарии
1. ↑  Впоследствии было установлено, что Глинка несколько ошибся с датой и этот вечер мог состояться лишь во второй половине февраля — начале марта 1836 года. Соответственно, романс был сочинён в начале зимы того же года[3][4].